# Арменско училище (Пловдив)
Арменското училище или училище „Виктория и Крикор Тютюнджян“ e основно училище в град Пловдив. То е единственото арменско училище в България.

## История
Училището „Вартананц“ е основано през 1834 г. към църквата „Сурп Кеворк" в Стария град в Пловдив. Първоначално в него се обучават само момчета, които получават образование до 4 клас. Първият учител е бил Бедрос тъбир (писар) Дер Степанян. През 1866 г. се открива и девическо училище „Варварян“.
Съществуващата училищна сграда се запазва до почти края на XIX в. През 1894 г. са изградени нови сгради на мъжкото училище „Вартананц“ и девическото – „Варварян“ – и двете в двора на арменската църква в Пловдив.
През 1926 година Вахинак Хайрабедян, адвокат по професия и председател на училищното настоятелство, обединява двете школа и регистрира училището като основно с прогимназия. Така се формира Арменско народно смесено училище „Вартананц-Варварян“. През учебната 1925/1926 г. училището има обучение до седми клас и се признава за Основно училище с прогимназия.
През 1942 г. започва строителството на нова сграда за училището от семейство Виктория и Крикор Тютюнджян. През учебната 1944/1945 година занятията започва в новоизградената училищна сграда. След 1944 г. училището е преименувано на един от лидерите на комунистическото движение Степан Шахумян. С правителствено решение Арменското училище е закрито през 1976 г.
След демократичните промени през 1990 година училището е отново отворено и с името на дарителите - семейство Тютюнджян.
От 2003/2004 г., благодарение на Сдружение „Месроб Мащоц“, към основната сграда действа и двуетажна сграда, в която целодневно се обучават първокласниците.
На олимпиадата през юли 2009 г. в Ереван от 130 арменски деца от цял свят само 20 са си тръгнали с награди, между които и две възпитанички на училището Рафлин Саркисян и Тереза Восканян.

## Известни възпитаници
Световноизвестни личности са завършили Арменското училище в Пловдив.
- Крикор Азарян – режисьор
- Крикор Мардиросян – цигулар, преподавател в САЩ,
- Емма Тахмизян – пианистка
- Гарабед Томасян – кмет на Пловдив
- Бедо Доганян – бизнесмен
- Варти Мануелян - цигулар в САЩ